# Refuge du Rappensee
Le refuge du Rappensee est un refuge de montagne dans les Alpes d'Allgäu géré par le Deutscher Alpenverein. Il accueille 304 lits, ce qui en fait le refuge le plus grand de l'association. En moyenne, le chalet est à environ 15 000 nuitées par an.

## Situation
Le refuge est à quelques kilomètres au sud d'Oberstdorf, à proximité du petit et du grand Rappensee. Les sommets environnants les plus importants sont le Biberkopf et le Hohes Licht. Le chemin de Heilbronn (de) commence ou se termine à ce refuge.

## Histoire
Le refuge est construit en 1885.
En août 2009, une centaine de visiteurs sont victimes d'une intoxication alimentaire après avoir bu de l'eau, nécessitant pour certains cas une évacuation par hélicoptère. La défaillance du système d'eau potable est supposée, une enquête policière est ouverte. Un procès condamne[Qui ?] à 2 000 euros d'amende.

## Ascensions
- De Birgsau (hameau d'Oberstdorf), 4 heures environ.
- De Steeg (Autriche), 2 heures et demie environ.
- De Prenten (Autriche), 4 heures environ.

## Autres refuges
- Waltenberger-Haus, 4 heures environ par le chemin de Heilbronn.
- Kemptner Hütte, 5-6 heures environ par le chemin de Heilbronn.
- Refuge (de) de Mindelheim, 4 heures environ.
- Refuge de Fiderepass (de)

## Ranndonnées
- Chemin de Heilbronn (de) par le Kemptner Hütte 5-6 heures environ.
- Biberkopf (2 599 m), 2 heures et demie environ.
- Hohes Licht (2 651 m), 1 heure et demie environ.
- Rappenseekopf (2 468 m), 1 heure environ.
- Hochrappenkopf (2 423 m), 1 heure environ.